# Прейслер, Иоганн Даниэль
Иоганн Даниэль Прейслер, также Иоганн Даниэль Прайсслер (нем. Johann Daniel Preißler; 1666, Нюрнберг — 1737, Нюрнберг) — немецкий живописец, рисовальщик и гравёр, педагог, академик, профессор. Теоретик искусства второй половины XVII — начала XVIII века.

## Биография

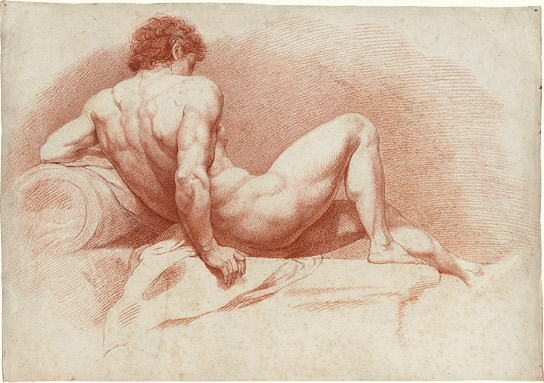
И. Д. Прейслер. Рисунок натурщика. Ок. 1700. Сангина

Иоганн Даниэль был представителем известного семейства немецких художников, выходцев из Богемии. Сын живописца-портретиста Даниэля Прейслера (1627—1665) и Магдалены Риднер. Отец живописцев, рисовальщиков и гравёров Иоганна Юстина, Георга Мартина и Иоганна Мартина Прейслеров.
Учился в Нюрнберге в мастерской своего отчима, художника Генриха Поппа, затем у Иоганна Мюррера. В 1688—1696 годах жил и работал в Италии, в Риме и Венеции. В 1704 году он стал директором Нюрнбергской художественной академии (Nürnberger Kunstakademie), которая при нём была преобразована в муниципальное учреждение. Прейслер был противником средневековой нюрнбергской традиции обучения мастеров в ремесленных цехах и гильдиях. В 1716 году он основал бесплатную рисовальную школу (Zeichenschule) нового типа, открытую в том числе для «детей бедняков», которая пользовалась большим успехом. Через два года она стала частью академии. В школе было более семидесяти учеников, что, по-видимому, побудило Прейслера к разработке учебного пособия и наглядных таблиц для обучения рисунку.
Иоганн Даниэль Прейслер — автор портретов, картин и рисунков в жанре ню. Из его крупных произведений известны фигуры четырёх апостолов в росписи плафона нюрнбергской церкви Святого Эгидия. Количество гравюр на меди, основанных на рисунках Прейслера, в основном портретов, очень велико. По рисункам Прейслера гравировали Ф. А. Килиан, Дж. М. Прейслер, Г. Д. Хойманн, Дж. У. Виндтер, Ф. Килиан, Дж. Б. Пробст, Б. Фогель и многие другие.

## Рисовальная книга Прейслера
Озабоченный необходимостью создания учебного пособия для преподавания рисунка Прейслер создал знаменитую впоследствии «Рисовальную книгу». Её полное название: «Практика, основанная на теории, или Тщательно составленные правила, которые можно использовать в качестве руководства для рисования известными художниками» (Die durch Theorie erfundene Practic oder Gründlich verfasste Reguln deren man sich als einer Anleitung zu berühmter Künstlere Zeichen-Wercke bestens bedienen kann). В книге приведены «оригиналы» — таблицы с «прорисями» (контурными рисунками «очерком») с указанием пропорций изображаемых фигур. Впервые в академической традиции Прейслер ввёл в учебное пособие таблицы с образцами различных орнаментов (Orthographia), примерами изображения цветов и пейзажей.
Первые четыре тома были изданы в Нюрнберге в 1728—1731 годах, затем последовали дополнительные издания: 1750—1751, 1781—1789, 1831—1832 и последующие переводы на другие европейские языки.
В Санкт-Петербургской Академии наук историк и библиотекарь, выходец из Саксонии И. И. Тауберт в 1734 году перевёл книгу Прейслера на русский язык. Напечатанная в академической типографии под названием «Основательные правила, или Краткое руководство к рисовальному художеству», она высоко оценивалось современниками. По этому учебнику учились рисовать в Российской Императорской Академии художеств в XVIII—XIX веках. «Рисовальную книгу» использовали И. Э Гриммель, в «Кратком руководстве к познанию рисования и живописи…» (1793) И. Ф. Урванов, в «Курсе рисования» (1834) А. П. Сапожников. В дальнейшем, в связи с прогрессивными изменениями методики преподавания рисунка и живописи, архаичное пособие Прейслера было отвергнуто, но в своё время оно сыграло важную роль.
Семейное издательство Прейслеров продолжили сыновья Иоганна Даниэля: Иоганн Юстин (1698—1771) и Георг Мартин (1700—1754). Третий сын Иоганн Мартин Прейслер (1715—1794) стал профессором Академии в Копенгагене. Четвёртый сын Валентин Даниэль Прейсслер (1717—1765) и его дочь Барбара Хелена, вышедшая замуж за Эдинг (1707—1758), также были художниками.
Иоганн Даниэль Прейслер скончался в 1737 году в Нюрнберге. Художник Иоганн Каспар Фюссли назвал И. Д. Прейслера вместе с Яном Купецким самым значительным художником начала XVIII века в Нюрнберге. В Нюрнберге одна из улиц названа именем художника: Preißlerstraße.